# Campoplex albitarsus
Campoplex albitarsus là một loài tò vò trong họ Ichneumonidae.